# Burnett, England
Burnett är en by i civil parish Compton Dando, i distriktet Bath and North East Somerset, i grevskapet Somerset, i England. Byn är belägen 9 km från Bath. Burnett var en civil parish fram till 1933 när blev den en del av Compton Dando. Civil parish hade 56 invånare år 1931. Byn nämndes i Domedagsboken (Domesday Book) år 1086, och kallades då Bernet.